# 세리와 하르
"세리와 하르"는 2009년에 개봉한 대한민국의 영화이다.

## 캐스팅
- 장미지 : 세리 역
- 최세나 : 하르 역
- 성홍일 : 강철우 역
- 정새경 : 세리엄마 역
- 홍석연 : 세리아빠 역
- 김태희 : 하르아빠 역
- 최홍일 : 목사님 역
- 박종보 : 김 사장  역
- 고동업 : 가구공장장 역
- 김도현 : 목재공장장 역
- 권정민 : 김 PD 역
- 원윤준 : 경호 역
- 김선아 : 희주 역
- 서재욱 : 성일 역
- 이협 : 박준영 역
- 차민주 : 제니 역
- 원근희 : 의사 역
- 이신혜 : 레지던트 역
- 권세창 : AD 역
- 이상군 : 조명스텝 역